# Udara kunupiensis
Udara kunupiensis är en fjärilsart som beskrevs av Robert Grant Wind och Clench 1947. Udara kunupiensis ingår i släktet Udara och familjen juvelvingar. Inga underarter finns listade i Catalogue of Life.